# Valerian Obolenski
Valerian Valerianovici Obolenski (rusă Валериан Валерианович Оболенский) având numele conspirativ de membru al partidului comunist (bolșevic) N. Osinski (rusă Н. Осинский) )n. 6 aprilie (25 martie stil vechi)1887 în satul Beblemișevî Bîki (rusă Беклемишевы Быки) din districtul Льговск, gubernia Kursk, d. 1 septembrie 1938) a fost un activist de partid, economist și publicist sovietic.